# Евстатий Камица
Евстатий Камица (на гръцки: Εὐστάθιος Καμύτζης) е византийски аристократ, администратор, провинциален управител и военачалник по време на управлението на византийските императори Алексий I Комнин и Йоан II Комнин.

## Произход и живот
Семейство Камица са видни земевладелци в долината на река Меандър в Западна Анатолия. Най-ранно доказателство за историята на семейството е запазен оловен печат на стратега и протостратор Теодор Камица, датиращ от 1030 – 1050 г.
Евстатий Камица е споменат от Анна Комнина няколко пъти в нейната Алексиада. Според Анна Комнина Евстатий Камица е бил едър и тежък мъж. През 1091 – 1092 г. той помага на Григорий Гавра, син на Теодор Гавра, да избяга от Константинопол. Камица е заловен и хвърлен в тъмница заради участието си в заговора. Въпреки това той си възвръща доверието на император Алексий I Комнин, издигнат е в ранг на проедър и е назначен за хартуларий. През 1098 г. е произведен в чин стратег. През 1108 г. участва във военни операции срещу италонорманските нашественици в Епир. Някъде между 1108 и 1113 г. Евстатий Камица вероятно е служил като дука (военен управител) на Кипър. През 1113 г. е бил дука на Никея и е пленен по време на битка срещу селджукските турци. По време на битката голяма част от армията му потърсила спасение в бягство, докато той и останалите му мъже продължили да се съпротивляват на врага. След като конят му бил убит, Евстатий застанал с гръб към един дъб, продължавайки да отблъсква нападателите си за известно време, но бил убеден да се предаде на противника от турския командир. Камица успява да избяга, когато похитителите му са нападнати от друга византийска част. След това той се присъединил към армията на императора, който го изпратил обратно в Константинопол.
Евстатий Камица получава титлата севаст вероятно като признание за военните си заслуги в Анатолия. Притежаването на тази титла предполага тясна връзка с императорското семейство. След смъртта на император Алексий I през 1118 г. синът му му Йоан II Комнин се обърнал към Камица, на когото било дадено място в администрацията на новия император. Камица умира на неизвестна дата преди 1136 г., а Йоан II разпоредил името му да се почита по време на църковните литургии на Месопустна събота, на Сиропустна събота и на Петдесетница.

## Семейство
Малко са сведенията за семейството на Евстатий Камица. Въпреки това най-вероятно негов син е севастът Константин Камица, който циментирал мястото на семейството си във висшите ешелони на византийската аристокрация чрез брака си с Мария Ангелина Комнина, която била дъщеря на Константин Ангел и багренородната Теодора Комнина, и по този начин се падала племенница на император Йоан II.

## Цитирана литература
- Angold, Michael (1997). The Byzantine Empire, 1025 – 1204: A Political History. Longman, ISBN 0-582-29468-1
- Gkoutzioukostas, A.; Wassiliou-Seibt, A-K. (2018). "The Origin and the Members of the Kamytzes Family. – Dumbarton Oaks Papers, 72. Dumbarton Oaks, Trustees for Harvard University, 2018,  169–180, https://www.jstor.org/stable/10.2307/26892568
- The Alexiad of Anna Comnena, trans. by Edgar Robert Ashton Sewter. London: Penguin Classics, 1969, ISBN 0-14-044215-4

|  | Тази страница частично или изцяло представлява превод на страницата Eustathios Kamytzes в Уикипедия на английски. Оригиналният текст, както и този превод, са защитени от Лиценза „Криейтив Комънс – Признание – Споделяне на споделеното“, а за съдържание, създадено преди юни 2009 година – от Лиценза за свободна документация на ГНУ. Прегледайте историята на редакциите на оригиналната страница, както и на преводната страница, за да видите списъка на съавторите. ВАЖНО: Този шаблон се отнася единствено до авторските права върху съдържанието на статията. Добавянето му не отменя изискването да се посочват конкретни източници на твърденията, които да бъдат благонадеждни. |